# 死体裁判

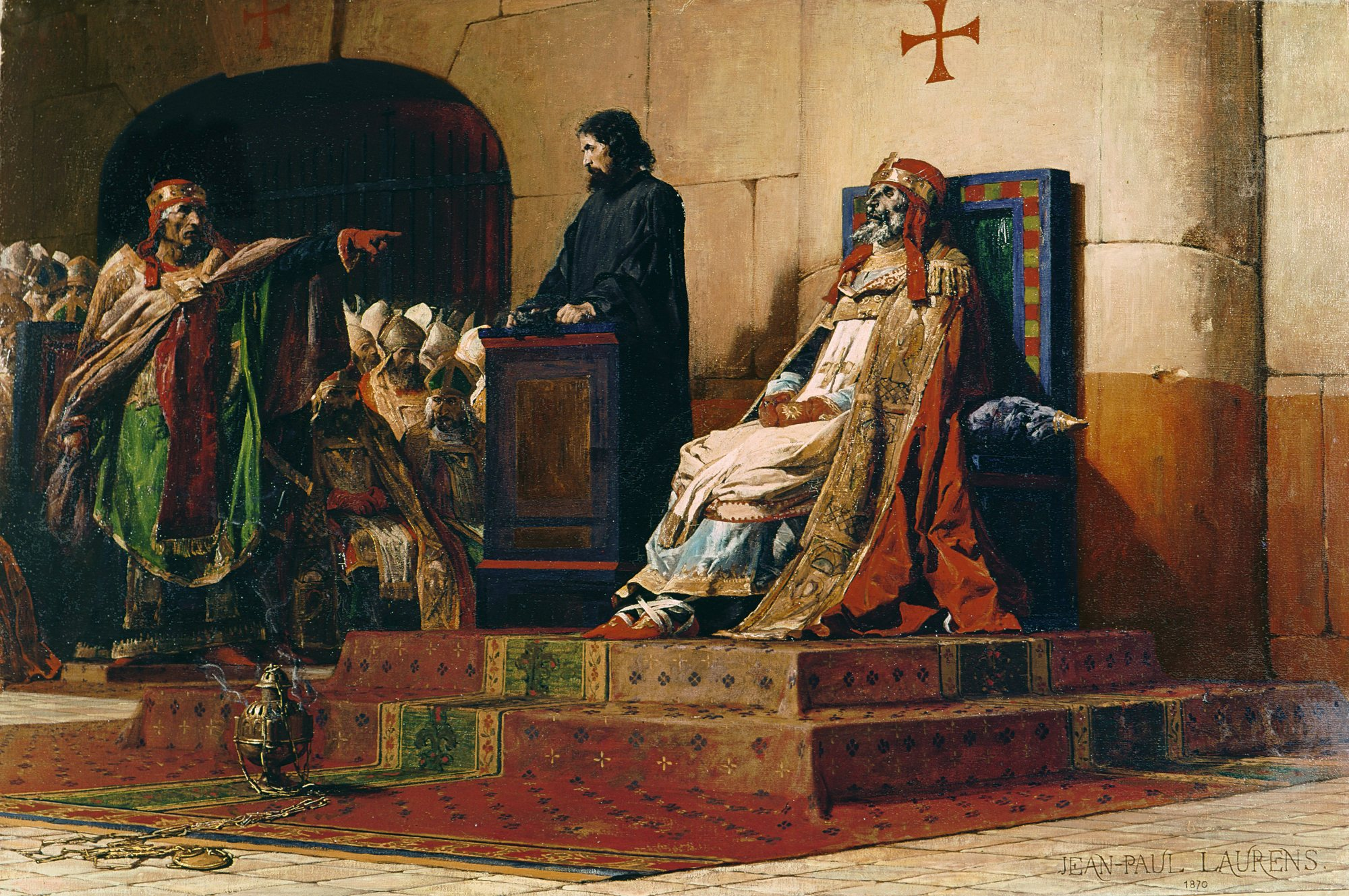
『法王フォルモススとステファヌス7世'』（ジャン＝ポール・ローレンス、1870年）

死体裁判（Cadaver trial）または死体会議（Cadaver synod, ラテン語：Synodus Horrenda）とは、ローマ教皇フォルモススがその死後にかけられたカトリック教会による裁判のことである。
この裁判はフォルモススの後継者であるボニファティウス6世の後を継いだステファヌス6世（7世）が起こしたもので、897年1月にローマのラテラン教会で開かれた。フォルモススの死体はこの裁判のために掘り起こされ、法廷に運び込まれた。彼の罪とされたのは、偽証および不正に教皇の地位に就いたことであった。裁判の最後にフォルモススは有罪を宣告され、遡及して彼の教皇位は無効とされた。

## 背景
死体裁判をめぐる一連の出来事は、イタリアが政治的に不安定な時期に起こった。この混乱期は9世紀半ばから10世紀半ばまで続いたが、教皇が次々に交代したこともその特徴に挙げられる。教皇の在位がこのように短くなるのは、たいていがローマ内部の派閥同士による政略と陰謀の結果であるが、それに関する記録はあまり残っていない。
フォルモススは、864年にポルト-サンタ・ルフィナの司教になった。この時の教皇はニコラウス1世であった。彼はブルガリア人に布教活動を行い、そこで司教となることを求められるほどの成功をおさめた。しかしブルガリアを監督することはフォルモススがすでに持つポルトの教区を離れることを意味するため、ニコラウス1世はそれを認めなかった。第2ニカイア公会議で定められたカノン第15条では、司教が他の教区を任じられて自分の教区を離れることが禁じられていたのである。
875年、シャルル2世が皇帝として即位した直後に、フォルモススは当時の教皇ヨハネス8世の動向を恐れてローマに急いだ。数か月後の876年、サンタ・マリア・ロタンダで教会会議が開かれ、ヨハネス8世によってフォルモススとその同僚たちの告発が行われた。それによると、フォルモススはブルガリア人を堕落させ「たがために、〔フォルモススが〕存命である限り〔彼らは〕ローマカトリックの教区からきた司教は誰だろうと受け入れはしないだろう」。そしてフォルモススと仲間は共謀してヨハネス8世から教皇の地位を簒奪しようとしたばかりか、ついにはポルトの教区を見捨てて、国家と我らが愛すべきシャルル〔2世〕の救済」を妨げることをくわだてた、というのが彼らの罪状だった。フォルモススたちは破門となった。
878年にトロワで開かれた別の会議で、ヨハネス8世はこの破門を承認したのだろう。彼は、より広い意味で教会の事物を「略奪する」人間についても法で裁こうとした。10世紀の著述家ナポリのアウクシリウスによると、フォルモススもこの会議に出席していた。彼はそこに居並ぶ司教たちを前に許しを請いながら、破門が取り下げられるのであれば残りの人生を平信徒として全うして二度とローマには戻らないことを誓い、かつてのポルトの教区を再び引き受けようとはしないと約束したとアウクシリウスはいう。この逸話は真偽が定かではない。別の資料にはこの会議にフォルモススがいたかどうかについては全く言及がなく、むしろヨハネス8世が破門を認めたとある。
882年12月にヨハネス8世が没すると、フォルモススの災難も終わりを迎えた。彼はふたたびポルトの司教となり、891年10月6日に教皇に選出されるまでこの地を監督した。しかしこのヨハネス8世との不和が、後の死体裁判における告発の根拠となった。10世紀の歴史家クレモナのリュートプランドによると、ステファヌス6世（7世）はフォルモススの死体に対して、なぜヨハネス8世の死後に「だいそれた野望を抱き、ローマ中の教区をあまねく強奪した」のかと問うた。そこには、以前フォルモススが存命中に教皇の座を奪おうとした、というヨハネス8世の主張も反映されていた。死体のフォルモススには、さらに別の告発もなされた。それは彼が偽証を行い、平信徒でありながら司教の職務を行おうとしてたという内容だった。これは、878年のトロワの公会議でフォルモススが述べた誓いの言葉を持ち出したものであった。

## もう一つの背景
死体裁判は、そこに政治的な動機があったとされることが多い。フォルモススは、892年に神聖ローマ帝国の共同統治者となったランベルトに戴冠を行っている。一方でランベルトの父、グイード3世にかつて戴冠をおこなったのはヨハネス8世であった。野心的なグイードに神経質になっていたと思しきフォルモススは、カロリング朝のアルヌルフをけしかけ、イタリアを侵略させるとともに彼に皇帝の冠を授けようとした。アルヌルフの侵攻は失敗に終わったが、グイードはその後まもなくして亡くなった。しかしフォルモススが895年にもアルヌルフをローマに招聘したため、アルヌルフは翌896年の早々にアルプス山脈を越えてローマに入り、フォルモススから神聖ローマ皇帝として戴冠を受けた。その後フランクの軍勢は町を去り、アルヌルフとフォルモススはどちらも896年に亡くなった。その後を継いだボニファティウス6世も、その2週間後に没した。ランベルトとその母アジェルトゥルデがステファヌス6世（7世）が法王となったころにローマを訪れているが、死体裁判がおこなわれたのはその直後である897年の初頭である。
一連の出来事について20世紀まで支配的だったのは素直な解釈であった。フォルモススはいつもカロリング朝びいきであり、ランベルトへの戴冠はグイードに強要されたものであった。アルヌルフが亡くなり、ローマにカロリング朝の君主がいなくなった後で、ランベルトがローマにやってきてステファヌス6世（7世）に死体裁判を開くよう迫った。これは、皇帝の冠が自分のものであることをあらためて確認するとともに、フォルモススへ（死後ではあるが）復讐を遂げようとした、というのが従来の見方である。
しかし1932年にジョセフ・ドゥーアが新たな見方を提出したことで、これまでの説はほとんど顧みられなくなった。ドゥーアが注目するのは、ヨハネ9世が招集した898年のラヴェンナ公会議にランベルトが出席していたことである。つまり、死体裁判で出された決定が取り消される場に立ち会っていたのだ。公会議の活字化された記録によれば、ランベルトはそれに積極的に賛成していた。もしランベルトとアジェルトゥルデがフォルモススの名誉の剥奪を目論んでいたのならば、とドゥーアは問う。「なぜヨハネス9世は、皇帝〔つまりランベルト〕と司教たちが承認するような、いまわしい死体裁判を糾弾するカノンを提出できたのだろうか？どうしてヨハネス9世はこの問題をあえて切りだしたのだろうか、〔...〕犯人たちの前で、皇帝の関与についてほんのさりげなく言及することさえしないままで？」。この説は、別の学者にも受け入れられている。ジローラモ・アルナルディも、フォルモススはただ親カロリング朝の態度をとっていたわけではなく、895年まではランベルトとも良好な関係を保っていたと述べている。両者の関係がこじれるのは、ランベルトのいとこであるグイード4世がベネヴェントに進軍し、東ローマ軍を駆逐してからである。フォルモススはこの攻撃にあわてふためき、アヌルフの助けを求めてバヴァリアに密使を送った。アルナルディは、897年1月にランベルトとアジェルトゥルデを伴ってローマ入りした人物こそがグイード4世であり、彼の存在が死体会議を触発したのだと論じている。

## 教会会議

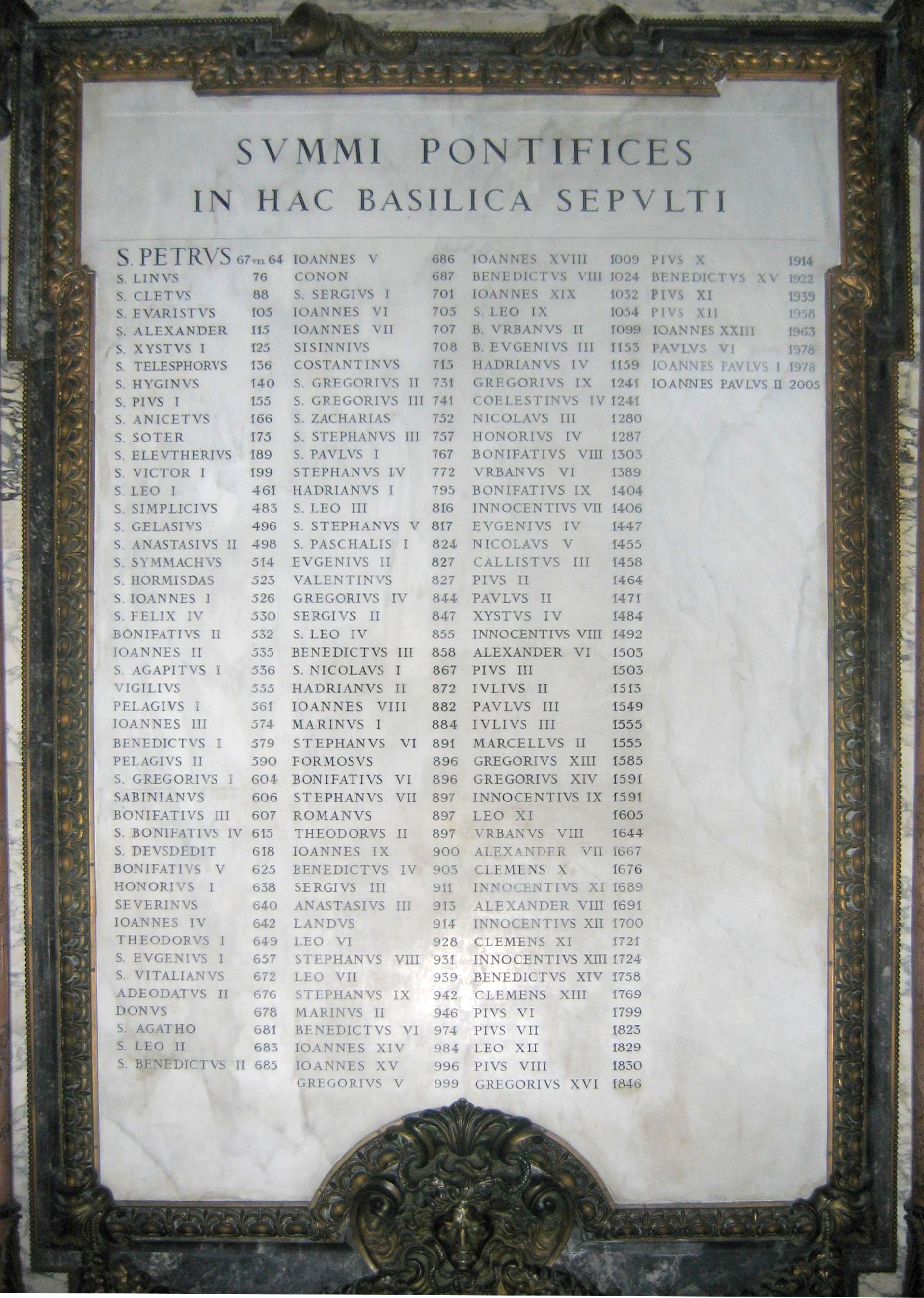
サン・ピエトロ大聖堂に埋葬された教皇の一覧には、回収されたフォルモススの死体も含まれる

おそらく897年1月ごろに、ステファヌス6世（7世）はかつての教皇フォルモススの死体を墓から引き上げ、裁判のため法廷に運び込むよう命じた。死体は教皇座にもたせかけられ、助祭が死せる教皇に代わり答弁する役に任命された。
フォルモススは、教会法違反となる教区の移動、偽証、実際には平信徒であるのに司教の任務についたことで起訴された。最終的に、死体には有罪の判決が下された。リュートプランドなどいくつかの記録が伝えるところでは、死体から法衣が剥ぎとられた後に、ステファヌスはふだん祝福するときに使う右手の指3本を切り落とさせると、フォルモススによるあらゆる行為と叙階を正式に無効なものとした（彼の叙階にはステファヌス6世（7世）をアナーニの司教に任命したものも含まれる）。その後ようやく死体は外国人墓地に埋葬されたが、結局もう一度掘り返され、重りをつけてテヴェレ川に投げ込まれた。
リュートプランドによると、ステファヌス6世（7世）は「ポルトの司教でありながら、なぜだいそれた野望をいただきローマの教区をあまねく強奪したのか」と言ったという。

## その後
死体裁判が生み出したおぞましい光景はローマの世論を反ステファヌスに傾けた。フォルモススの死体は、ティベレの川岸で洗われてから奇跡を起こし始めた、という噂も広まった。ついには民衆が蜂起したため、ステファヌスは退位を迫られただけでなく投獄されてしまった。彼は捕らえられたまま897年7月か8月に絞殺された。
897年12月、教皇テオドルス2世は死体会議を無効とするための会議を招集し、フォルモススの名誉回復を図るとともに、死体を川から引き揚げて法衣の姿でサン・ピエトロ大聖堂にあらためて埋葬するように命じた。898年にはヨハネス9世もまた死体裁判を無効化し、ローマとラヴェンナで2度の教会会議を開いて、テオドルス2世の開いた会議の結果を承認するとともに死体裁判の記録を廃棄することを命じた。死体裁判にかかわったかどで7人の枢機卿が破門され、今後は死者を裁判に召喚することが禁じられた。
しかし死体裁判のときに司教として副判事を務めた（ために破門され、のちにゆるされた）教皇セルギウス3世は、テオドルス2世やヨハネス9世の裁定を覆し、フォルモススの有罪をあらためて認定した。ステファヌス6世（7世）の墓にはセルギウスによる賞賛の墓碑銘が刻まれている。

## 読書案内
- Cummins, Joseph. 2006. History's great untold stories. pp. 10–19.
- Girolamo Arnaldi, “Papa Formoso e gli imperatori della casa di Spoleto,” Annali della facoltà di lettere e filosofia di Napoli 1 (1951), discusses the political circumstances of the synod, and argues that Stephen VI may have convened it at the impetus of Guido IV.
- Robert Browning's lengthy poem, The Ring and the Book, devotes 134 lines to the Cadaver Synod, in the chapter called The Pope.
- Joseph Duhr, “La concile de Ravenne in 898: la réhabilitation du pape Formose,” Recherches de science religieuse 22 (1932), pp. 541ff, discusses Ravenna council acta of 898, an important source and political circumstances; argues Lambert could not have been its architect
- Ernst Ludwig Dümmler, Auxilius und Vulgarius (Leipzig, 1866), edits the works of two tenth-century Italian clerics who provide important evidence for the Synod, its circumstances and aftermath. Also includes an important historical discussion of the synod in his introduction.
- Peter Llewellyn, Rome in the Dark Ages (London, 1970), narrates the history of Rome at the end of the ninth and the beginning of the tenth centuries.  Llewellyn discusses both Formosus and the Cadaver Synod.
- Démètre Pop, La défense du pape Formose (Paris, 1933), analyzes posthumous defense of Formosus put forth by Auxilius and Vulgarius
- Donald E. Wilkes Jr, The Cadaver Synod: The Strangest Trial in History (2001).
- Frédéric Cathala, Le Synode du Cadavre, Les Indes Savantes, 2012.
- The play Infallibility, which premiered at the 2013 New York International Fringe Festival, features the Cadaver Synod.